# Spathidexia flavicornis
Spathidexia flavicornis är en tvåvingeart som först beskrevs av Brauer och Julius Edler von Bergenstamm 1891.  Spathidexia flavicornis ingår i släktet Spathidexia och familjen parasitflugor.
Artens utbredningsområde är Venezuela. Inga underarter finns listade i Catalogue of Life.